# 拉尔佩特
拉尔佩特（Lalpet），是印度泰米尔纳德邦Cuddalore县的一个城镇。总人口13797（2001年）。

## 人口
该地2001年总人口13797人，其中男性6799人，女性6998人；0—6岁人口1840人，其中男889人，女951人；识字率69.43%，其中男性为76.20%，女性为62.85%。